# Sprachen Taiwans

Die am häufigsten verwendete Muttersprachen in Taiwan, Penghu, Kinmen und Matsu im Jahre 2010.
'cmn' = "Mandarin"
'nan' = "Hokkien"/"Min Nan"
'hak' = "Hakka"
'map' = Austronesische Sprachen

Das taiwanische Standard-Tastaturlayout. Es handelt sich um ein QWERTY-Layout mit Bopomofo, Cangjie und Dayi.

Dieser Artikel beschreibt die Sprachen, die heute auf Taiwan gesprochen werden. Die Sprachen Taiwans bestehen aus mehreren Sprachvarietäten, die zu den Familien der austronesischen Sprachen und der sinotibetischen Sprachen gehören. Die Formosa-Sprachen, ein geografisch abgegrenzter Zweig der austronesischen Sprachen, werden seit Tausenden von Jahren von den indigenen Völkern Taiwans gesprochen. Aufgrund der großen internen Vielfalt der formosanischen Sprachen wird Taiwan in der historischen Sprachforschung als Urheimat der gesamten austronesischen Sprachfamilie angesehen. In den letzten 400 Jahren brachten mehrere Wellen von Han-Emigrationen mehrere verschiedene sinitische Sprachen nach Taiwan. Zu diesen Sprachen gehören das taiwanische Hokkien, Hakka und Mandarin, die sich zu den wichtigsten Sprachen im heutigen Taiwan entwickelt haben.
Im prähistorischen Taiwan waren die Formosa-Sprachen die vorherrschenden Sprachen. Die lange Kolonial- und Einwanderungsgeschichte Taiwans brachte verschiedene Sprachen wie Niederländisch, Spanisch, Hokkien, Hakka, Japanisch und Mandarin mit sich. Aufgrund der ehemaligen japanischen Besatzung der Insel hat die japanische Sprache die Sprachen Taiwans beeinflusst, insbesondere in Bezug auf den Wortschatz, da viele Lehnwörter aus dem Japanischen stammen.
Nach dem Zweiten Weltkrieg stand Taiwan lange Zeit unter Kriegsrecht. Die Politik der Regierung in dieser Zeit unterdrückte andere Sprachen als Mandarin im öffentlichen Gebrauch. Dies hat die Entwicklung der lokalen Sprachen, einschließlich des taiwanischen Hokkien, Hakka, der formosanischen Sprachen und des Matsu-Dialekts, erheblich beeinträchtigt. Die Situation hat sich seit den 2000er Jahren leicht verändert, als die Regierung Anstrengungen zum Schutz und zur Wiederbelebung der lokalen Sprachen unternahm. Die lokalen Sprachen wurden Teil des Grundschulunterrichts in Taiwan, es wurden Gesetze und Verordnungen zum Schutz der lokalen Sprachen für Hakka und Formosa erlassen, und es wurden öffentliche Fernseh- und Radiosender ausschließlich für diese beiden Sprachen eingerichtet. Gegenwärtig unterhält die taiwanische Regierung auch Standards für mehrere weit verbreitete Sprachen, die im Folgenden aufgeführt sind; die Prozentsätze der Nutzer stammen aus der Volks- und Haushaltszählung 2010 in Taiwan.

## Überblick über die Landessprachen
| Sprache            | Sprache                                     | Sprache                                     | Prozentualer Anteil der privaten Nutzung | Anerkannte Varianten | Landessprache               | Gesetzessprache für den öffentlichen Verkehr         | Geregelt durch                                                                  |
| ------------------ | ------------------------------------------- | ------------------------------------------- | ---------------------------------------- | -------------------- | --------------------------- | ---------------------------------------------------- | ------------------------------------------------------------------------------- |
|                    | taiwanisches Mandarin                       | taiwanisches Mandarin                       | 83,5 %                                   | 1                    | Per gesetzlicher Definition | Landesweit erforderlich                              | Ministerium für Bildung                                                         |
|                    | taiwanisches Hokkien (inkl. Kinmen-Dialekt) | taiwanisches Hokkien (inkl. Kinmen-Dialekt) | 81,9 %                                   | 1~6                  | Per gesetzlicher Definition | Landesweit erforderlich                              | Ministerium für Bildung                                                         |
|                    | taiwanisches Hakka                          | taiwanisches Hakka                          | 6,6 %                                    | 6                    | Per gesetzlicher Definition | Landesweit erforderlich                              | Ministerium für Bildung Rat für Hakka-Angelegenheiten                           |
|                    | Formosa-Sprachen                            | Amis                                        | 1,4 %                                    | 5                    | Per gesetzlicher Definition | Ermessenssache                                       | Rat der indigenen Völker                                                        |
| Atayal             | Formosa-Sprachen                            | 6                                           | 1,4 %                                    |                      | Per gesetzlicher Definition | Ermessenssache                                       | Rat der indigenen Völker                                                        |
| Bunun              | Formosa-Sprachen                            | 5                                           | 1,4 %                                    |                      | Per gesetzlicher Definition | Ermessenssache                                       | Rat der indigenen Völker                                                        |
| Kanakanavu         | Formosa-Sprachen                            | 1                                           | 1,4 %                                    |                      | Per gesetzlicher Definition | Ermessenssache                                       | Rat der indigenen Völker                                                        |
| Kavalan            | Formosa-Sprachen                            | 1                                           | 1,4 %                                    |                      | Per gesetzlicher Definition | Ermessenssache                                       | Rat der indigenen Völker                                                        |
| Paiwan             | Formosa-Sprachen                            | 4                                           | 1,4 %                                    |                      | Per gesetzlicher Definition | Ermessenssache                                       | Rat der indigenen Völker                                                        |
| Puyuma             | Formosa-Sprachen                            | 4                                           | 1,4 %                                    |                      | Per gesetzlicher Definition | Ermessenssache                                       | Rat der indigenen Völker                                                        |
| Rukai              | Formosa-Sprachen                            | 6                                           | 1,4 %                                    |                      | Per gesetzlicher Definition | Ermessenssache                                       | Rat der indigenen Völker                                                        |
| Saaroa             | Formosa-Sprachen                            | 1                                           | 1,4 %                                    |                      | Per gesetzlicher Definition | Ermessenssache                                       | Rat der indigenen Völker                                                        |
| Saisiyat           | Formosa-Sprachen                            | 1                                           | 1,4 %                                    |                      | Per gesetzlicher Definition | Ermessenssache                                       | Rat der indigenen Völker                                                        |
| Sakizaya           | Formosa-Sprachen                            | 1                                           | 1,4 %                                    |                      | Per gesetzlicher Definition | Ermessenssache                                       | Rat der indigenen Völker                                                        |
| Seediq             | Formosa-Sprachen                            | 3                                           | 1,4 %                                    |                      | Per gesetzlicher Definition | Ermessenssache                                       | Rat der indigenen Völker                                                        |
| Thao               | Formosa-Sprachen                            | 1                                           | 1,4 %                                    |                      | Per gesetzlicher Definition | Ermessenssache                                       | Rat der indigenen Völker                                                        |
| Truku              | Formosa-Sprachen                            | 1                                           | 1,4 %                                    |                      | Per gesetzlicher Definition | Ermessenssache                                       | Rat der indigenen Völker                                                        |
| Tsou               | Formosa-Sprachen                            | 1                                           | 1,4 %                                    |                      | Per gesetzlicher Definition | Ermessenssache                                       | Rat der indigenen Völker                                                        |
| Malayo-Polynesisch | Tao                                         | 1                                           | 1,4 %                                    |                      | Per gesetzlicher Definition | Ermessenssache                                       | Rat der indigenen Völker                                                        |
|                    | Taiwanische Zeichensprache                  | Taiwanische Zeichensprache                  | <1 %                                     | 1                    | Per gesetzlicher Definition | N/A                                                  | Ministerium für Kultur                                                          |
|                    | Matsu-Dialekt                               | Matsu-Dialekt                               | <1 %                                     | 1                    | Per gesetzlicher Definition | Erforderlich auf den Matsu-Inseln                    | Ministerium für Kultur Ministerium für Bildung Regierung des Bezirks Lienchiang |
|                    | Wuqiu-Dialekt                               | Wuqiu-Dialekt                               | <1 %                                     | 1                    | Per gesetzlicher Definition | Anerkannte Minderheitensprache in der Gemeinde Wuqiu | Ministerium für Kultur Ministerium für BildungRegierung des Bezirks Kinmen      |

## Indigene Sprachen

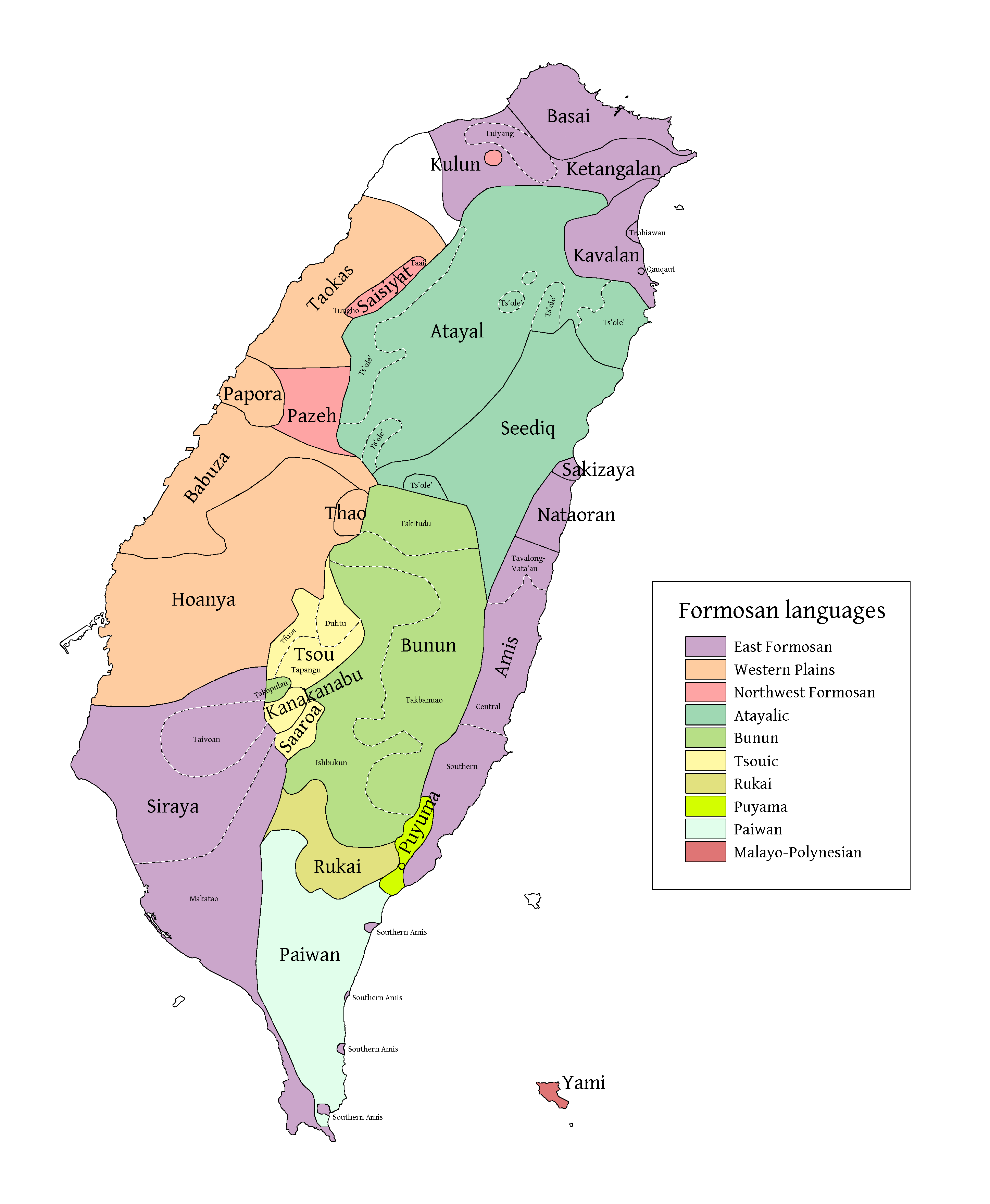
Formosanische Sprachfamilien vor der chinesischen Kolonisation nach Blust. Malaiisch-Polynesisch (rot) kann im Ostformosanischen (lila) liegen. Die weiße Fläche im Nordwesten des Landes bedeutet nicht, dass es in diesem Teil Taiwans keine Ureinwohner gibt. In chinesischsprachigen Quellen wird dieses Gebiet als Heimat verschiedener indigener Gruppen der Ebenen (z. B. der Kulon) aufgeführt, und bestimmte andere Gruppen (z. B. die Taokas) sind etwas anders angeordnet als in der obigen Karte.

Prozentsatz der Einwohner, die zu Hause eine indigene Sprache verwenden, 2010.

Die indigenen Sprachen Taiwans oder Formosa-Sprachen sind die Sprachen der Indigene Völker Taiwans. Die Ureinwohner Taiwans machen heute etwa 2,3 % der Inselbevölkerung aus. Aber weitaus weniger können nach Jahrhunderten des Sprachwandels noch ihre angestammte Sprache sprechen. Es ist üblich, dass junge und mittelalte Hakka und Ureinwohner Mandarin und Hokkien besser als ihre ethnischen Sprachen oder gar nicht mehr sprechen. Von den etwa 26 Sprachen der Ureinwohner Taiwans sind mindestens zehn ausgestorben, fünf weitere sind im Aussterben begriffen, und einige weitere sind in gewissem Maße gefährdet. Die Regierung erkennt 16 Sprachen und 42 Akzente der indigenen Sprachen an.
| Klassifikation               | Klassifikation            | Anerkannte Sprachen (Akzente)        |
| ---------------------------- | ------------------------- | ------------------------------------ |
| Formosa-Sprachen             | Atayalisch                | Atayal (6), Seediq (3), Truku (1)    |
| Formosa-Sprachen             | Rukaisch                  | Rukai (6)                            |
| Formosa-Sprachen             | Nördliches Formosanisch   | Saisiyat (1), Thao (1)               |
| Formosa-Sprachen             | Östliches Formosanisch    | Amis (5), Kavalan (1), Sakizaya (1)  |
| Formosa-Sprachen             | Südliches Formosanisch    | Paiwan (4), Bunun (5), Puyuma (4)    |
| Formosa-Sprachen             | Tsouisch                  | Tsou (1), Kanakanavu (1), Saaroa (1) |
| Malayo-polynesische Sprachen | Batanisch (Philippinisch) | Tao (1)                              |

Die Rechtschreibung der Schriftsysteme der Formosa-Sprachen wird von der Regierungsbehörde Council of Indigenous Peoples verwaltet. Aufgrund der Zeit, in der Taiwan unter japanischer Herrschaft stand, finden sich in den Formosa-Sprachen auch zahlreiche Lehnwörter aus dem Japanischen. Es gibt auch das Yilan-Kreol-Japanisch, eine Mischung aus Japanisch und Atayal.
Alle Formosa-Sprachen werden nach und nach durch das kulturell dominierende Mandarin ersetzt. In den letzten Jahrzehnten hat die Regierung ein Programm zur Wiederaufwertung der Ureinwohner gestartet, das die Wiedereinführung des Unterrichts in der Muttersprache Formosa an taiwanischen Schulen vorsah. Die Ergebnisse dieser Initiative waren jedoch enttäuschend. Der Fernsehsender Taiwan Indigenous Television und der Radiosender Alian 96.3 wurden gegründet, um die indigenen Sprachen wiederzubeleben. Formosa-Sprachen wurden im Juli 2017 zu Amtssprachen erklärt.
Die Sprache der Amis ist die am weitesten verbreitete Sprache der Ureinwohner an der Ostküste der Insel, wo Hokkien und Hakka weniger präsent sind als an der Westküste. Die Regierung schätzt die Zahl der Amis auf etwas mehr als 200.000, aber die Zahl derer, die Amis als Muttersprache sprechen, liegt unter 10.000. Amis ist in einigen populären Mainstream-Musikstücken zu hören. Andere wichtige indigene Sprachen sind Atayal, Paiwan und Bunun. Zusätzlich zu den anerkannten Sprachen gibt es etwa 10 bis 12 Gruppen von taiwanischen Eingeborenen aus den Ebenen mit ihren jeweiligen Sprachen.
Einige indigene Völker und Sprachen werden von den lokalen Regierungen anerkannt. Dazu gehören Siraya (und seine Varianten Makatao und Taivoan) im Südwesten der Insel. Weitere Bewegungen zur Wiederbelebung von Sprachen sind Basay im Norden, Babuza-Taokas in den am dichtesten besiedelten westlichen Ebenen und Pazeh im Westen der Insel.

## Sinitische Sprachen

### Taiwanisches Mandarin
Mandarin ist allgemein bekannt und wird in Taiwan offiziell als Nationalsprache (國語 Guóyǔ, chinesisch) bezeichnet. Im Jahr 1945, nach dem Ende des Zweiten Weltkriegs, wurde Mandarin de facto als Amtssprache eingeführt und in den Schulen obligatorisch. Vor 1945 war Japanisch die Amtssprache und wurde in den Schulen unterrichtet. Seitdem hat sich Mandarin als Lingua franca unter den verschiedenen Gruppen in Taiwan etabliert: den Hoklo (Hokkien), die mehrheitlich taiwanisch sprechen, den Hakka, die ihre eigene Sprache sprechen, den Ureinwohnern, die die Sprachen der Ureinwohner sprechen, und den 1949 eingewanderten Festlandchinesen, deren Muttersprache eine beliebige Variante des Chinesischen sein kann.
Die Menschen, die nach 1949 vom chinesischen Festland auswanderten (12 % der Bevölkerung), sprechen überwiegend Mandarin-Chinesisch. Mandarin wird fast überall gesprochen und verstanden. Es war von Ende der 1940er bis Ende der 1970er Jahre, nach der Übergabe Taiwans an die Regierung der Republik China im Jahr 1945, das einzige offiziell anerkannte Unterrichtsfach an den Schulen Taiwans, bis Englisch in den 1980er Jahren zum Schulfach wurde und in den 2000er Jahren die lokalen Sprachen zu Schulfächern wurden.
Das taiwanische Mandarin (wie auch das Singlish und viele andere Situationen einer kreolischen Sprachgemeinschaft) wird je nach sozialer Schicht und Situation der Sprecher auf verschiedenen Ebenen gesprochen. Bei formellen Anlässen wird das akrolektale Niveau des Standardchinesisch von Taiwan (國語 Guóyǔ, chinesisch) verwendet, das sich kaum vom Standardchinesisch von China (普通话 Pǔtōnghuà, chinesisch) unterscheidet. Bei weniger formellen Anlässen kann die basilektale Form verwendet werden, die mehr typisch taiwanische Merkmale aufweist. Zweisprachige taiwanische Sprecher können zwischen Mandarin und taiwanisch wechseln, manchmal im selben Satz.
Viele Taiwaner, vor allem die jüngeren Generationen, sprechen Mandarin besser als Hakka oder Hokkien, und es ist unter den chinesischen Dialekten zur Lingua franca der Insel geworden.

### Taiwanisches Hokkien
Allgemein bekannt als taiwanisch (臺語 Pe̍h-ōe-jī: Tâi-gí, chinesisch) und offiziell als taiwanisches Hokkien (臺灣閩南語 Tâi-oân Bân-lâm-gú, chinesisch); das taiwanische Hokkien ist die meistgesprochene Muttersprache Taiwans und wird von etwa 70 % der Bevölkerung gesprochen. Linguistisch ist es eine Untergruppe der südlichen Min-Sprachvarietät, die ihren Ursprung in der südlichen Provinz Fujian hat und von vielen Überseechinesen in ganz Südostasien gesprochen wird.
Es gibt sowohl umgangssprachliche als auch literarische Register des Taiwanischen. Das umgangssprachliche taiwanisch hat seine Wurzeln im Altchinesischen. Das literarische Taiwanisch, das ursprünglich im 10. Jahrhundert in Fujian entwickelt wurde und auf dem Mittelchinesischen basiert, wurde früher für formelle Schriftstücke verwendet, ist aber heute weitgehend ausgestorben. Aufgrund der Zeit, in der Taiwan unter japanischer Herrschaft stand, finden sich im Taiwanischen auch zahlreiche Lehnwörter aus dem Japanischen. Die Lehnwörter können in Kanji durch die taiwanische Aussprache gelesen werden oder man verwendet einfach die japanische Aussprache. Aus diesen Gründen wird das Taiwanische heute in einer Mischschrift aus traditionellen chinesischen Schriftzeichen und lateinischen Schriftsystemen wie pe̍h-ōe-jī oder dem von pe̍h-ōe-jī abgeleiteten taiwanischen Romanisierungssystem geschrieben, das seit 2006 offiziell verwendet wird.
Neuere Arbeiten von Wissenschaftlern wie Ekki Lu, Sakai Toru, und Lí Khîn-hoāⁿ (auch bekannt als Tavokan Khîn-hoāⁿ oder Chin-An Li), die sich auf frühere Forschungen von Wissenschaftlern wie Ông Io̍k-tek stützen, gehen so weit, dass sie einen Teil des Grundwortschatzes der Umgangssprache mit den austronesischen und Tai-Sprachfamilien in Verbindung bringen; solche Behauptungen sind jedoch nicht unumstritten. In jüngster Zeit wird das taiwanische Hokkien zunehmend in den Rundfunkmedien verwendet.
Die Akzentunterschiede zwischen den taiwanischen Dialekten sind relativ gering, aber dennoch vorhanden. Der Standardakzent – Thong-hêng-Akzent (通行腔, chinesisch) – wird in der Stadt Kaohsiung gesprochen, während andere Akzente in ein Spektrum zwischen
- Hái-kháu-Akzent (海口腔, chinesisch): bezeichnet den in Lukang gesprochenen Akzent, der dem Quanzhou-Dialekt in China nahe kommt, und
- Lāi-po͘-Akzent (內埔腔, chinesisch): bezeichnet den in Yilan gesprochenen Akzent, der dem Zhangzhou-Dialekt in China nahe kommt.

Ein Großteil des taiwanischen Hokkien ist mit anderen in China und Südostasien gesprochenen Hokkien-Dialekten (z. B. Hokkien in Singapur), und bis zu einem gewissen Grad mit der Teochew-Variante des südlichen Min, die in Ost-Guangdong in China gesprochen wird, verständlich. Gegenseitig unverständlich ist es jedoch mit Mandarin und anderen chinesischen Sprachen.

### Taiwanisches Hakka

Gemeinde/Städte und Bezirke in Taiwan, in denen Hakka gemäß dem Hakka Basic Act eine regionale Amtssprache ist.

Hakka (客家語 Hak-kâ-ngî, chinesisch) wird in Taiwan hauptsächlich von Menschen mit Hakka-Abstammung gesprochen. Diese Menschen sind an mehreren Orten in Taiwan konzentriert. Die Mehrheit der Hakka-Taiwanesen lebt in Taoyuan, Hsinchu und Miaoli. Varianten des taiwanischen Hakka wurden offiziell als Nationalsprachen anerkannt. Derzeit wird die Hakka-Sprache in Taiwan vom Hakka Affairs Council gepflegt. Diese Regierungsbehörde betreibt auch Hakka-Fernseh- und Radiosender. Die Regierung erkennt derzeit fünf Hakka-Dialekte (sechs, wenn Sixian und South Sixian separat gezählt werden) in Taiwan an und pflegt sie.
| Subdialekt (in Hakka)        | Si-yen        | Hói-liu̍k     | Süd-Si-yen          | Thai-pû     | Ngiàu-Phìn     | Cheu-ôn        |
| Subdialekt (im Chinesischen) | 四縣腔 Sixian | 海陸腔 Hailu | 南四縣腔 Süd-Sixian | 大埔腔 Dabu | 饒平腔 Raoping | 詔安腔 Zhao'an |
| Prozentsatz (ab 2013)        | 56,1 %        | 41,5 %       | 4,8 %               | 4,2 %       | 1,6 %          | 1,3 %          |
| Prozentsatz (ab 2016)        | 58,4 %        | 44,8 %       | 7,3 %               | 4,1 %       | 2,6 %          | 1,7 %          |

### Matsu-Dialekt
Matsu-Dialekt (馬祖話 Mā-cū-ngṳ̄) ist die Sprache, die auf den Matsu-Inseln gesprochen wird. Es ist ein Fuzhou-Dialekt des östlichen Min-Zweiges.

### Wuqiu-Dialekt
Wuqiu-Dialekt (烏坵話 Ou-chhiu-uā) ist die Sprache, die auf den Wuqiu-Inseln gesprochen wird. Es ist ein Hinghwa-Dialekt des Pu-Xian-Min-Zweiges.

### Kantonesisch
Kantonesisch ist eine der auf Taiwan gesprochenen chinesischen Sprachen. Kantonesisch wird von den Waishengren verbreitet, die aus Guangdong, Guangxi, Hongkong und Macau stammen.
Kantonesisch wird hauptsächlich von Einwanderern aus Guangdong, Guangxi, Hongkong und Macau gesprochen. In ganz Taiwan gibt es verschiedene kantonesischsprachige Gemeinschaften, und die Verwendung der Sprache in Taiwan nimmt weiter zu.
Anfang 2010 sollen 87'719 Hongkonger in Taiwan gelebt haben; es ist jedoch wahrscheinlich, dass diese Zahl durch die Auswanderung infolge der politischen Spannungen im Zusammenhang mit dem Chinesischen Sicherheitsgesetz für Hongkong im Jahr 2020 gestiegen ist.

## Schrift- und Gebärdensprache

### Chinesische Schriftzeichen
Traditionelle chinesische Schriftzeichen sind in Taiwan weit verbreitet, um sinitische Sprachen wie Mandarin, taiwanisches Hokkien, Hakka und Kantonesisch zu schreiben. Das Bildungsministerium verwaltet die Schreibstandards für diese Sprachen und veröffentlicht unter anderem die Standardform der nationalen Schriftzeichen und die empfohlenen Schriftzeichen für das taiwanische Hokkien und Hakka.
Die chinesische Schriftsprache ist der Standard des geschriebenen Chinesisch, der in offiziellen Dokumenten, in der allgemeinen Literatur und in den meisten Bereichen des täglichen Lebens verwendet wird und dessen Grammatik auf dem modernen Standardmandarin basiert. Die Umgangssprache ist die moderne schriftliche Variante des Chinesischen, die die Verwendung des klassischen Chinesischen in der Literatur nach der Bewegung der Neuen Kultur des frühen 20. Obwohl das geschriebene Volkschinesisch das klassische Chinesisch verdrängt hat und seit der Bewegung des Vierten Mai zum Standardchinesisch in der Republik China geworden ist, wird das klassische Chinesisch weiterhin häufig von der Regierung der Republik China verwendet. Die meisten Regierungsdokumente in der Republik China wurden bis zu den Reformen in den 1970er Jahren in klassischem Chinesisch verfasst, als Teil einer Reformbewegung, die von Präsident Yen Chia-kan angeführt wurde, die den Schreibstil auf eine Kombination aus Volkssprache und klassischem Chinesisch (文白合一行文) umstellte. Nach dem 1. Januar 2005 änderte die Exekutiv-Yuan auch die langjährige Gewohnheit, offizielle Dokumente nicht mehr vertikal, sondern horizontal zu verfassen.
Heute wird das reine klassische Chinesisch gelegentlich bei formellen oder feierlichen Anlässen und religiösen oder kulturellen Ritualen in Taiwan verwendet. Die Nationalhymne der Republik China (中華民國國歌) ist beispielsweise in klassischem Chinesisch. Daoistische Texte sind noch in klassischem Chinesisch aus der Zeit ihrer Abfassung erhalten. Buddhistische Texte oder Sutras sind noch in klassischem Chinesisch aus der Zeit erhalten, in der sie verfasst oder aus Sanskrit-Quellen übersetzt wurden. In der Praxis gibt es ein gesellschaftlich akzeptiertes Kontinuum zwischen der chinesischen Volkssprache und dem klassischen Chinesisch. Die meisten offiziellen Regierungsdokumente, Rechtsdokumente und Gerichtsurteile werden in einer Kombination aus chinesischer Volkssprache und klassischem Chinesisch (文白合一行文) verfasst. So werden beispielsweise die meisten offiziellen Mitteilungen und formellen Briefe mit einer Reihe von Standardausdrücken des klassischen Chinesisch verfasst (z. B. Anrede, Schluss). Persönliche Briefe dagegen werden meist in der Landessprache verfasst, enthalten aber je nach Thema, Bildungsstand des Schreibers etc. auch einige klassische Ausdrücke.
In jüngster Zeit wird im Zuge der taiwanischen Lokalisierungsbewegung und der zunehmenden Präsenz taiwanischer Literatur in der Literatur und in der informellen Kommunikation gelegentlich ein schriftliches Hokkien verwendet, das auf dem Wortschatz und der Grammatik des taiwanischen Hokkien basiert.
Die traditionellen chinesischen Schriftzeichen werden auch in Hongkong und Macau verwendet. Einige wenige Schriftzeichen werden in Taiwan anders geschrieben; die Standardform der nationalen Schriftzeichen ist die in Taiwan verwendete und vom Bildungsministerium verwaltete Rechtschreibnorm, die im Vergleich zu den in Hongkong und Macau verwendeten standardisierten Schriftzeichenformen geringfügige Abweichungen aufweist. Diese Unterschiede betreffen orthodoxe und vulgäre Varianten der chinesischen Schriftzeichen.

### Lateinisches Alphabet und Romanisierung
Das lateinische Alphabet ist in den Formosa-Sprachen und teilweise auch im taiwanischen Hokkien und Hakka heimisch. Unter dem frühen Einfluss europäischer Missionare wurden Schriftsysteme wie Sinckan Manuscripts, Pe̍h-ōe-jī und Pha̍k-fa-sṳ auf dem lateinischen Alphabet aufgebaut. Derzeit basieren die offiziellen Schriftsysteme der formosanischen Sprachen ausschließlich auf dem lateinischen Alphabet und werden vom Rat der indigenen Völker verwaltet. Das Bildungsministerium unterhält auch lateinische Systeme, das taiwanische Romanisierungssystem für taiwanisches Hokkien und das taiwanische Hakka-Romanisierungssystem für Hakka. Die Lehrbücher für taiwanisches Hokkien und Hakka sind in einer Mischschrift aus traditionellen chinesischen Schriftzeichen und dem lateinischen Alphabet geschrieben.
Die Romanisierung der chinesischen Sprache in Taiwan ist im Allgemeinen sehr uneinheitlich. Taiwan verwendet immer noch das Zhuyin-System und nicht das lateinische Alphabet als phonetische Symbole für die Sprache. Traditionell wird das Wade-Giles-System verwendet. Die Zentralregierung hat im Jahr 2002 Tongyong Pinyin als offizielle Transkription eingeführt, aber die lokalen Regierungen dürfen sich über den Standard hinwegsetzen, da einige von ihnen Hanyu Pinyin eingeführt haben und alte Transkriptionen beibehalten, die allgemein verwendet werden. Im August 2008 gab die Zentralregierung jedoch bekannt, dass Hanyu Pinyin ab Januar 2009 das einzige Transkriptionssystem für Standardmandarin in Taiwan sein wird.

### Phonetische Zeichen

Darstellung von Hanzi mit Bopomofo

Zhuyin Fuhao, oft abgekürzt als Zhuyin, oder bekannt als Bopomofo nach seinen ersten vier Buchstaben, ist das phonetische System Taiwans für den Unterricht der Aussprache chinesischer Schriftzeichen, insbesondere in Mandarin. Mandarin verwendet 37 Symbole, um seine Laute darzustellen: 21 Konsonanten und 16 Silben. Das taiwanische Hokkien verwendet 45 Symbole, um seine Laute darzustellen: 21 Konsonanten und 24 Silben. Auch für die Hakka-Sprache gibt es ein eigenes System.
Diese phonetischen Symbole erscheinen manchmal als Ruby-Schriftzeichen neben den chinesischen Schriftzeichen in Kinderbüchern und in Ausgaben klassischer Texte (in denen häufig Schriftzeichen verwendet werden, die in Zeitungen und anderen Tageszeitungen nur selten vorkommen). In der Werbung werden diese phonetischen Symbole manchmal verwendet, um bestimmte Partikel zu schreiben (z. B. ㄉ anstelle von 的); ansonsten sind diese Symbole in Publikationen für Erwachsene in den Massenmedien nur selten zu sehen, außer als Aussprachehilfe (oder Indexsystem) in Wörterbucheinträgen. Die Bopomofo-Symbole sind auch auf der normalen Tastatur mit lateinischen Schriftzeichen (1 = bo, q = po, a = mo usw.) abgebildet, die bei einer Methode zur Eingabe von chinesischem Text am Computer verwendet wird. In den letzten Jahren, mit dem Aufkommen von Smartphones, ist es zunehmend üblich geworden, Zhuyin in geschriebenen Slangausdrücken zu verwenden, anstatt ganze Zeichen zu tippen; zum Beispiel ㄅㄅ anstelle von 拜拜 (bye bye). Es wird auch verwendet, um Sätzen einen anderen Ton zu geben, wie z. B. ㄘ für 吃 (essen), um einen kindlichen Ton in der Schrift anzuzeigen.
Der einzige Zweck von Zhuyin im Grundschulunterricht besteht darin, den Kindern die Standardaussprache von Mandarin beizubringen. Die Lehrbücher der ersten Klasse für alle Fächer (einschließlich Mandarin) sind vollständig in Zhuyin geschrieben. Nach diesem Jahr wurden die chinesischen Schriftzeichen in kommentierter Form gegeben. Ab der vierten Klasse werden die Zhuyin-Anmerkungen stark reduziert und nur noch im Abschnitt über die neuen Schriftzeichen verwendet. Schulkinder lernen die Symbole, um die in einem chinesischen Wörterbuch angegebene Aussprache zu entziffern und um herauszufinden, wie man Wörter schreibt, von denen sie nur die Laute kennen. Selbst unter Erwachsenen wird es in Taiwan fast durchgängig verwendet, um die Aussprache eines bestimmten Zeichens zu erklären, auf das sich andere beziehen.

### Gebärdensprache
Taiwan hat eine nationale Gebärdensprache, die taiwanische Gebärdensprache (auf Englisch mit TSL abgekürzt), die während der japanischen Kolonialherrschaft aus der japanischen Gebärdensprache entwickelt wurde. TSL hat eine gewisse gegenseitige Verständlichkeit mit der japanischen Gebärdensprache (auf Englisch mit JSL abgekürzt) und der koreanischen Gebärdensprache (auf Englisch mit KSL abgekürzt) als Ergebnis. Die TSL weist eine lexikalische Ähnlichkeit von etwa 60 % mit der JSL auf.

## Andere Sprachen

### Japanisch
Während der Zeit der japanischen Herrschaft in Taiwan (1895–1945) war Japanisch Pflichtfach. Bis 1943 sprachen mehr als 80 % der taiwanischen Bevölkerung Japanisch. taiwanische Amerikaner und andere Mitglieder in der taiwanischen Diaspora haben möglicherweise ältere Verwandte oder Großeltern, die Japanisch gelernt haben und es in ihrer Jugend auch als Umgangssprache sprachen. Viele berühmte taiwanische Persönlichkeiten, darunter der ehemalige taiwanische Präsident Lee Teng-hui und der Gründer von Nissin und Erfinder von Instant-Ramen, Momofuku Andō, galten als japanische Muttersprachler, da sie im japanischen Taiwan geboren wurden. Japanisch wird auch in den Metrostationen verwendet.

### Koreanisch
Neben Englisch und Japanisch ist Koreanisch die beliebteste Fremdsprache, die man in Taiwan lernen kann. Der Grund für diese Beliebtheit ist die Koreanische Welle. Koreanisch ist auch eine der Sprachen, die in den Metrostationen verwendet werden.

### Südostasiatische Sprachen

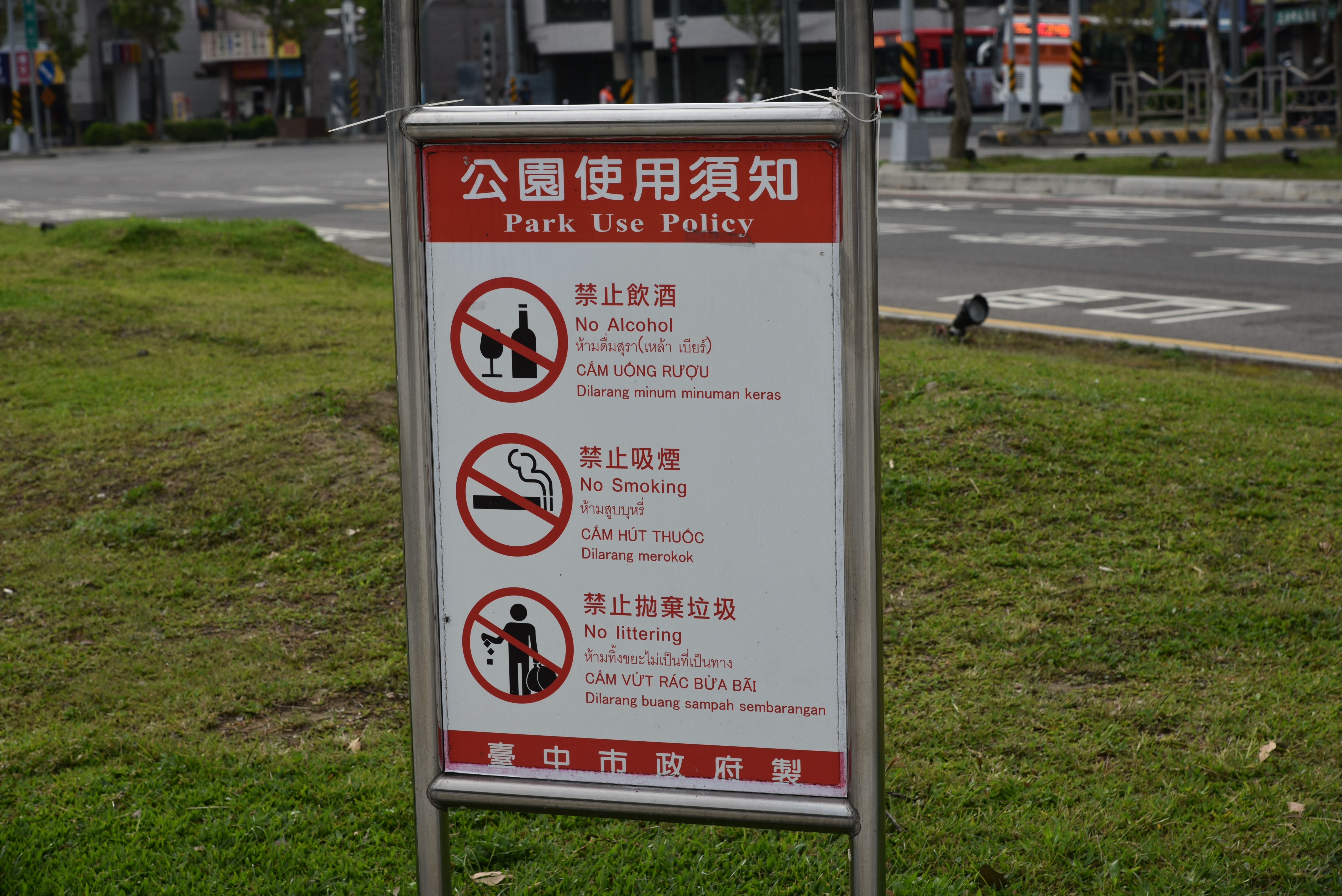
Ein Schild in Taichung auf Chinesisch, Englisch, Thai, Vietnamesisch und Indonesisch.

Eine beträchtliche Anzahl von Einwanderern und Ehepartnern in Taiwan stammt aus Südostasien.
- Indonesisch: Dies ist die am weitesten verbreitete Sprache unter den etwa 140'000 Indonesiern in Taiwan.
- Tagalog: Tagalog (Filipino) wird auch von den etwa 108'520 Filipinos in Taiwan weithin gesprochen.
- Vietnamesisch: In Taiwan leben etwa 200'000 Vietnamesen, von denen viele Vietnamesisch sprechen. Vor allem seit 2011 gibt es einige Bemühungen, Kindern vietnamesischer Einwanderer Vietnamesisch als kulturelles Erbe zu vermitteln.[26]
- Malaiisch: Die malaiische Sprache wird von den Chinesen Malaysias und Bruneis als Landessprache verstanden. Allerdings nehmen nur sehr wenige von ihnen die malaiische Sprache als Erstsprache an. Im Vergleich zu den ethnischen Chinesen ist der Anteil der Malaien und anderer Bumiputera in Taiwan sehr gering. Die Nachkommen malaiischer Chinesen besuchen jedoch Malaiischkurse, und 100 % der Malaiischlehrer sind malaiische Chinesen.
- Birmanisch:

Eine der Sprachen der taiwanischen Neueinwanderer, aber von geringerer Bedeutung.
- Khmer:

Eine der Sprachen der taiwanischen Neueinwanderer, aber von geringerer Bedeutung.

### Europäische Sprachen
- Niederländisch: Sie wurde den Bewohnern der Insel während der niederländischen Kolonialherrschaft auf Taiwan (1624–1662) unter der Niederländischen Ostindien-Kompanie beigebracht, wie aus den Sinckan-Manuskripten hervorgeht. Nach dem Rückzug der Niederländer aus Taiwan verschwand der Gebrauch der Sprache.
- Spanisch: Sie wurde hauptsächlich von den Spaniern (von den spanischen Philippinen), einschließlich der spanischen Missionare, und den indigenen Völker gesprochen, die sie im nördlichen Teil der Insel während der Gründung von Spanisch-Formosa (1626–1642) christianisierten. Viele der Länder, die diplomatische Beziehungen zu Taiwan unterhalten, sind spanischsprachig.
- Englisch: Sie wird weithin als Fremdsprache gelehrt, wobei einige große Privatschulen Englischunterricht anbieten. Taiwans Regierung hat im Rahmen der 2030 Bilingual-Nation-Politik verkündet, Englisch zur Amtssprache zu machen und dafür zu sorgen, dass Englisch bis 2030 zur Zweitsprache wird.[27]